# Franci Demšar
Franci Demšar, slovenski fizik in politik, * 4. februar 1960.
Med 4. februarjem 1999 in 7. junijem 2000 je bil minister za obrambo Republike Slovenije; predhodno je bil državni sekretar na Ministrstvu za znanost in tehnologijo. Prej je bil mdr. minister za obrambo RS in veleposlanik RS v Ruski federaciji.
Od ustanovitve leta 2004 do 2014 je bil direktor Javne agencije za raziskovalno dejavnost Republike Slovenije.
Zdaj je direktor NAKVIS. 2020 je bil izvoljen za predsednika srednje- in vzhodnoevropskega združenja CEENQA.